# Кира Ярмиш
Кира Александровна Ярмиш (на руски: Кира Александровна Ярмыш) е руска общественичка и писателка. Била е прессекретарка на Алексей Навални и водеща на Ютюб канала „Популярна политика“. Тя е автор на романите „Невероятни инциденти в женска килия №3“ (2020) и „Тормоз“ (2022).

## Биография
Родена е на 11 октомври 1989 г. в Ростов на Дон, Руска СФСР, СССР. През 2007 г. е записана без полагане на изпити във факултета по международна журналистика в Московския държавен институт по международни отношения, след като спечели олимпиадата „Умници и умници“. След завършване на висшето си образование тя работи в пресслужбите на Пушкинския музей в Москва, и руската авиокомпания Utair. През 2013 г. тя участва в предизборната кампания на Алексей Навални, който се кандидатира за кмет на Москва. През август 2014 г. тя става негов прессекретар и прессекретар на фондация „Антикорупция“.
През 2017 г. тя е домакин на няколко епизода от програмите „Навални 20:18“ и „Навални LIVE“, като води малки политически новинарски програми, наречени „Сигнал“, и прави антикорупционни изявления от свое име.
През февруари 2018 г. Симоновският районен съд на Москва арестува Кира Ярмиш за 5 дни заради туит, заради „формиращ негативно отношение към един от регистрираните кандидати за поста президент на Русия“. През май същата година Тверският районен съд на Москва нарежда административен арест за период от 25 дни заради туитове на тема акцията „Той не е нашият цар“.
На 21 януари 2021 г. тя е задържана за призив в социалната мрежа „Туитър“ за митинги в подкрепа на Алексей Навални. Савьоловският районен съд на Москва я осъжда на 9 дни административен арест за организиране на публично събитие без подаване на уведомление по предписания начин. На 1 февруари Басманният районен съд на Москва поставя Кира Ярмиш под домашен арест във връзка с дело за нарушение на санитарните и епидемиологичните правила („санитарно дело“), образувано след митинги в подкрепа на Алексей Навални. В средата на март същият съд удължава домашния арест до 23 юни 2021 г. Заради този случай тя е призната за политически затворник от организация „Мемориал“.
На 16 август 2021 г. съдът я осъжда на година и половина ограничаване на свободата по „санитарен въпрос“, но до влизане на присъдата в законна сила има възможност да напусне страната. Мярката за неотклонение домашен арест е отменена в деня на обявяване на присъдата. На 18 август 2021 г. Кира Ярмиш лети със самолет от Русия за Хелзинки, Финландия.
През 2022 г. тя става сред водещите на Ютюб канала „Популярна политика“. На 14 октомври 2022 г. Министерството на правосъдието на Русия добавя Кира Ярмиш към списъка на лицата които счита за „чуждестранни агенти“.
На 29 януари 2024 г. Басманният съд на Москва взима задочно решение да арестува Кира Ярмиш заради статии определени като „фалшификати“, за въоръжените сили на Руската федерация и „участие в екстремистка общност“.